# Bánya (Románia)
Bánya (Bănia), település Romániában, a Bánságban, Krassó-Szörény megyében.

## Fekvése
Orsovától északnyugatra, Bozovicstól délkeletre, a Nérába ömlő Bánya-patak bal partján, Gerbóc és Ógerlistye közt fekvő település. A közelben mangán-, vasérc- és kőszénlelőhelyek találhatók.

## Története
Bánya nevét 1484-ben említette először oklevél egy Banyay nevű nemes birtokba iktatásán Temes vármegye Almási kerületében. 1603-ban Bania néven a Karánsebesi kerülethez tartozott. 1690–1700-ban Bandia néven volt említve. 1765-ben a bánsági román határőrezredhez csatolták. 1808-ban Bania, Bannia, 1808-ban Bánia (Bánya), 1913-ban Bánya néven írták.
1910-ben 2403 lakosából 2363 román, 13 magyar volt. Ebből 2387 görögkeleti ortodox volt.
A trianoni békeszerződés előtt Krassó-Szörény vármegye Bozovicsi járásához tartozott.

## Nevezetességek
- „Cracul Otara” régészeti lelőhely a falutól délkeletre mintegy 2 kilométerre 2–3. századi római, illetve 11–12. századi népvándorlás kori település maradványaival; a romániai műemlékek jegyzékén CS-I-s-B-10776 sorszámon szerepel.
- „Cioaca cu bani” régészeti lelőhely a falutól délkeletre mintegy 1 kilométerre, bronzkori, újkőkorszaki, római kori és népvándorlás kori települések maradványaival (CS-I-s-B-10777)
- „Arie” régészeti lelőhely a falutól délkeletre, római kori és népvándorlás kori települések maradványaival (CS-I-s-B-10778)
- „"Sălişte” régészeti lelőhely a falu bejáratánál, római kori és népvándorlás kori települések maradványaival (CS-I-s-B-10779)
- 1779-ben épült, 1840-ben és 1881-ben átépített, az Istenanya Születésének szentelt templom (CS-II-m-B-11028)